# Dierla pseudomonda
Dierla pseudomonda is een vlinder uit de familie van de zakjesdragers (Psychidae). De wetenschappelijke naam van deze soort is voor het eerst voorgesteld door Jean Bourgogne in een publicatie uit 1978.
De soort komt voor in Kameroen.